# Paris vu par…
Pour plus de détails, voir Fiche technique et Distribution.
Paris vu par… est un film collectif français à sketches, sorti le 19 mai 1965. D'une durée totale de 92 minutes, il réunit les courts-métrages de six réalisateurs de la Nouvelle Vague : Jean Douchet, Jean Rouch, Jean-Daniel Pollet, Éric Rohmer, Jean-Luc Godard et Claude Chabrol. Chaque cinéaste y filme une histoire dans un quartier différent de Paris. 

## Paris vu par…
Tous les films ont été réalisés en 16 mm, format qui devait permettre des tournages légers. Paradoxalement, ce film qui se voulait un manifeste de la Nouvelle Vague correspond à la fin de celle-ci comme mouvement organisé. Il était prévu que chacun des réalisateurs réalise ensuite un long métrage dans le même cadre, avec Les Films du losange, la société fondée par Éric Rohmer et dirigée par Barbet Schroeder. Mais l'histoire en a décidé autrement. 

## Fiche technique générale
- Producteur : Barbet Schroeder
- Assistant de production : Patrick Bauchau
- Compagnies de production : Les Films du cyprès[1], Les Films du losange
- Montage : Jackie Raynal (sous le nom de Jacqueline Raynal).
- Date de sortie : France : 19 mai 1965

## Les six sketches

### Saint-Germain des Prés
de Jean Douchet

couleur 18 min
SynopsisUne jeune étudiante américaine, qui suit les cours de dessin de l'Académie Julian, rue du Dragon (6e), a rencontré au Café de Flore, boulevard Saint-Germain, un jeune homme de la grande bourgeoisie. Il l'emmène dans sa garçonnière de la rue de Seine. Au petit matin, il la largue prétextant qu'il doit aller prendre l'avion pour le Mexique. Mais en se rendant à l'Académie, elle le retrouve servant de modèle nu aux élèves.
Fiche technique
Réalisation : Jean Douchet
Scénario : Jean Douchet
Dialogues : Jean Douchet, Georges Keller
Image : Nestor Almendros
Assistant réalisateur : Georges Keller
Distribution
- Barbara Wilkin : Katherine
- Jean-François Chappey : Jean
- Jean-Pierre Andréani : Raymond

### Gare du Nord
de Jean Rouch

couleur 16 min
SynopsisUn jeune couple vit modestement dans le quartier de la Gare du Nord (10e). La jeune femme, ambitieuse, rêve d'une vie meilleure. Après une dispute matinale, elle rencontre par hasard, rue Lafayette, un jeune bourgeois qui lui propose de partager avec elle la vie dont elle rêve. La jeune fille hésite mais refuse, l'homme insiste et lui indique qu'après avoir compté jusqu'à 10, il se suicidera en cas de refus définitif. Et c'est ce qui se passe.
Fiche technique
Réalisation : Jean Rouch
Scénario et dialogues : Jean Rouch
Image : Étienne Becker
Son : Bernard Ortion
Distribution
- Nadine Ballot : Odile
- Barbet Schroeder : Jean-Pierre
- Gilles Quéant : l'inconnu

Autour du filmle court métrage ne comprend que quatre plans dont deux plan-séquence

### Rue Saint-Denis
de Jean-Daniel Pollet

couleur 12 min
SynopsisRue Saint-Denis, un jeune homme timide amène une prostituée dans sa chambre d'hôtel minable. Ils discutent de banalités et dînent ensemble avant qu'il ne se décide à passer à l'acte.
Fiche technique
Réalisation : Jean-Daniel Pollet
Scénario et dialogues, Jean-Daniel Pollet
Image : Alain Levent
Distribution
- Claude Melki : Léon, le client
- Micheline Dax : la prostituée

### Place de l'Étoile
d'Éric Rohmer

couleur 15 min
SynopsisLa place de l'Étoile n'est pas faite pour les piétons, et les parapluies peuvent être très dangereux. Jean-Marc, vendeur dans une chemiserie de l'avenue Victor-Hugo, en fait la triste expérience.
Lieux de tournage sont
- la place de l'Étoile encombrée par le chantier du RER
- la chemiserie de luxe où travaille Jean-Marc
- le métro de Paris aux heures d'affluence.

Fiche technique
Réalisation : Éric Rohmer
Scénario et dialogues, Éric Rohmer
Image : Alain Levent, Nestor Almendros
Distribution
- Jean-Michel Rouzière : Jean-Marc, le vendeur
- Marcel Gallon : l'ivrogne agressif
- Philippe Sollers : un client (non crédité)
- Jean Douchet : un client (non crédité)
- Sarah Georges-Picot : une bourgeoise dans le métro (non créditée)
- Maya Josse : une bourgeoise dans le métro (non créditée)

### Montparnasse et Levallois
de Jean-Luc Godard

couleur 14 min
SynopsisUne jeune femme envoie une lettre à chacun de ses deux amants, l'un sculpteur sur métaux à Montparnasse (14e), l'autre carrossier à Levallois-Perret (Hauts-de-Seine). Mais à qui est destinée la lettre d'amour, et qui doit recevoir la lettre de rupture ?
Fiche technique
Réalisation : Jean-Luc Godard
Scénario et dialogues, Jean-Luc Godard
Image : Albert Maysles, Alain Levent, Nestor Almendros,
Son : René Levert
Distribution
- Joanna Shimkus : Monika
- Philippe Hiquily : Ivan, le sculpteur sur métaux
- Serge Davri : Roger le carrossier de Levallois

Autour du film
Jean-Luc Godard reprend le sketch du pneumatique déjà traité dans Une femme est une femme. Dans ce sketch, Philippe Hiquily qui joue le rôle d'un artiste est réellement un sculpteur sur métaux dans la vie.

### La Muette
de Claude Chabrol

couleur 16 min
SynopsisUn jeune lycéen du 16e arrondissement ne supporte plus les disputes interminables de ses parents. Il résout le problème grâce à des boules Quiès. Aussi quand sa mère tombe accidentellement dans les escaliers et s'ouvre le crâne, il ne l'entend pas.
Fiche technique
Réalisation : Claude Chabrol ; assisté de Nestor Almendros
Scénario et dialogues, Claude Chabrol
Image : Jean Rabier, Albert Maysles,
Son :  René Levert
Distribution
- Stéphane Audran : la mère
- Claude Chabrol : le père
- Gilles Chusseau : le fils
- Dany Saril : la bonne

Autour du film
Claude Chabrol, n'ayant pas eu le temps d'écrire les dialogues, les a improvisés en interprétant lui-même le rôle en compagnie de sa femme, Stéphane Audran

## Divers
- Barbet Schroeder, producteur du film, joue un rôle dans l'épisode Gare du Nord.
- Sur le même principe (un sketch par arrondissement), Paris vu par... 20 ans après est sorti en 1984, et  Paris, je t'aime est sorti en 2006.